# (7151) 1971 SX3
1971 أس أكس 3 (ويعرف أيضًا باسم (7151) 1971 أس أكس 3 وفق تسمية الكوكب الصغير) (بالإنجليزية: 1971 SX3)‏ هو كويكب ضمن حزام الكويكبات؛ وترتيبه 7151 من حيث الاكتشاف.
اكتُشف هذا الجُرم الفلكي بواسطة كارلوس توريس في 26 سبتمبر 1971.

## وصلات خارجية
- (7151) 1971 SX3 في قاعدة بيانات مختبر الدفع النفاث لأجرام النظام الشمسي الصغيرة

- الاكتشاف · مخطط المدار ·  العناصر المدارية · المعلمات المادية

- (7151) 1971 SX3 على موقع ويكي سكاي: DSS2, SDSS, GALEX, IRAS, Hydrogen α, X-Ray, Astrophoto, Sky Map, Articles and images